# Festival Chabukiani-Balanchine
 (septembre 2024).
Si vous disposez d'ouvrages ou d'articles de référence ou si vous connaissez des sites web de qualité traitant du thème abordé ici, merci de compléter l'article en donnant les références utiles à sa vérifiabilité et en les liant à la section « Notes et références ».
 (juillet 2022).

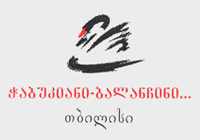
Emblème du festival.

Le Festival Chabukiani-Balanchine (en géorgien: ჭაბუკიანი–ბალანჭინი… თბილისი) festival-concours, le premier dans l’histoire du ballet géorgien, a été fondé par le chorégraphe, Artiste du peuple de Géorgie Tamaz Vashakidze en 2001.
L’auteur du logo du Festival était Zviad Tsikolia, et l’auteur de la statuette du Grand Prix était Gia Japaridze.

## Premier festival (juin 2001)
Le premier Festival a eu lieu en juin 2001 et a été consacré au 85e anniversaire de l’école publique d’art de ballet V. Chabukiani Tbilissi. Le co-directeur et présentateur du Festival était l’artiste du peuple de Georgia Kote Makharadze.

Pays-participants du premier festival : France, Russie, Japon, Azerbaïdjan, Lituanie, Albanie, Géorgie.
L’école publique d’art du ballet de Tbilissi, nommée d’après la personnalité créative de génie Vakhtang Chabukiani, célèbre son quatre-vingt-cinquième jubilé. Il est remarquable, que le premier « Chabukiani-Balanchine... » International Ballet Art Festival est consacré à cet événement. Si nous pouvons parler aujourd’hui de la contribution géorgienne au trésor du ballet mondial, alors tout d’abord c’est le mérite de l’école d’État d’art du ballet Vakhtang Chabukiani Tbilissi. Je suis sûr que le premier « Chabukiani-Balanchine... » Le Festival international d’art du ballet écrira des pages intéressantes sur l’histoire des arts mondiaux. (Sesili Gogiberidze, ministre géorgien de la Culture. Discours à la cérémonie d’ouverture du Festival)
Je suis heureux de féliciter la remarquable équipe de l’école publique d’art de ballet Vakhtang Chabukiani Tbilissi pour son 85e anniversaire. Le nom du grand danseur que votre école a est très obligeant. Et il est joyeux de réaliser que grâce aux efforts quotidiens des enseignants, la gloire de l’art chorégraphique géorgien ne s’efface pas encore de nos jours. Vos élèves brillent non seulement sur la scène géorgienne, mais aussi sur de nombreuses scènes célèbres du monde, y compris les scènes du Théâtre Bolchoï de Russie et du Théâtre Mariinsky. Je vous souhaite beaucoup de succès dans ce noble domaine. Aujourd’hui, ce sont vos vacances. Je suis sûr que le premier « Chabukiani-Balanchine... » Le Festival international d’art de ballet qui se tient à Tbilissi et qui est consacré à cet anniversaire mémorable vous apportera une réelle joie de rencontrer les beaux-arts. » (M. Shvydkoy, ministre de la culture de la fédération de Russie. Discours à la cérémonie d’ouverture du Festival)

### Membres du jury
- Vera Tsignadze, Artiste du peuple de Géorgie — Présidente du jury
- Georgy Alexidze, artiste du peuple de Géorgie
- Viatcheslav Gordeev, artiste du peuple de l’URSS
- Eteri Gugushvili, travailleur artistique méritant de Géorgie
- Tamaz Vashakidze, artiste méritant de Géorgie
- Zurab Kikaleishvili, artiste du peuple de Géorgie
- Maka Makharadze, artiste méritoire de Géorgie
- Liliana Mitaishvili, artiste du peuple de Géorgie
- Irina Jandieri, artiste du peuple de Géorgie
- Tsiskari Balanchivadze, artiste méritante de Géorgie
- Anna Tsereteli, artiste méritoire de Géorgie
- Vitaly Akhundov, artiste méritant de l’Azerbaïdjan
- Leonid Nadirov, recteur de l’Académie d’art du ballet de Saint-Pétersbourg

### Vainqueurs du Grand Prix
- Soliste du Théâtre Bolchoï de Russie Morihiro Iwata
- Légende du ballet géorgien, Artiste du peuple de Géorgie Vera Tsignadze

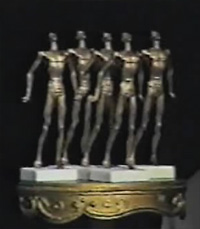
Grand Prix du Chabukiani-Balanchine.

- Légende du ballet géorgien, Artiste du peuple de Géorgie Zurab Kikaleishvili

### Lauréats de prix et de diplômes
- Daniel Larios, France
- Leonid Flegmatov, Russie
- Nino Gogua, Géorgie
- Gabriel Gogua, Géorgie
- Maia Makhateli, Géorgie
- Lasha Khozashvili, Géorgie
- Temur Suluashvili, Géorgie
- Olga Kuznetsova, Géorgie
- Victoria Kikabidze, Géorgie
- Maia Iluridze, Géorgie
- Shorena Khaindrava, Géorgie
- Nino Makhashvili, Géorgie
- Anna Tsereteli, Géorgie — en nomination « Meilleur enseignant-tuteur »
- Larisa Chkhikvishvili, Géorgie — en nomination « Meilleur enseignant-tuteur »
- Rusudan Abashidze, Géorgie —Ajaria — en nomination « Meilleur enseignant-tuteur »
- Vasiko Abashidze, Géorgie —Ajaria — en nomination « Meilleur enseignant-tuteur »
- Eka Marshania, Géorgie — en nomination « Meilleur début »
- Tamara Jashiashvili, Géorgie — en nomination « Meilleur début »
- Giorgi Mshvenieradze, Géorgie — en nomination « Meilleur début »
- Ladio Agaleu, Albanie — en nomination « Meilleur danseur masculin »
- Naira Ramazanova, Azerbaïdjan — en nomination « Meilleure ballerine »
- Tamara Gibuti, Géorgie — en nomination « Meilleure ballerine »
- Morihiro Iwata, Japon-Russie — en nomination « Meilleure production »
- Tamaz Vashakidze, Géorgie — en nomination « Meilleure production »
- Jurgita Dronina, Lituanie — Prix du public
- Tamaz Vashakidze, Géorgie — Prix spécial de la famille Balanchine